# Radio 2000
Radio 2000 ist ein deutschsprachiger italienischer Radiosender mit Sitz in Bruneck in Südtirol. Der Sender spielt Oldies, Schlager und Volksmusik. Der Slogan des Senders ist „mit mehr Melodie“. Das Sendegebiet umfasst Südtirol, Nordtirol und Osttirol.
Ab und zu werden Schaltungen in die Landesverkehrsmeldezentrale bzw. zum Landeswetterdienst nach Bozen eingeleitet. Seit 1997 veranstaltet der Sender die Radio 2000-Party, eine Konzertveranstaltung mit mehrern Schlagerbands.

## Moderatoren
Für den Sender sind Roland Innerbichler, Alexander Lanz, Werner Gartner und Joseph Trojer als Moderatoren tätig.

## Sendungen
- Volkstümliche Wunschsendung mit Werner Gartner (Montag und Mittwoch ab 20 Uhr)
- Happy Sunday (Sonntag ab 11 Uhr)
- Top 3 nach 3 oder TJ Musi Club (Samstag ab 15 Uhr – Hitparade bzw. Neuheitensendung)
- Radio 2000 – Der Muntermacher mit Alexander Lanz (Morgenmagazin, täglich bis 10 Uhr)

Höhepunkt einer jeden Sendestunde ist der „Hit der Stunde“ (aktuelles Liedgut).